# Ренату Морейра (аэропорт)
Аэропорт Ренату Морейра (порт. Aeroporto Renato Moreira) также известен под названием Аэропорт Императрис (Aeroporto de Imperatriz) (Код ИАТА: IMP) — бразильский аэропорт, расположенный в муниципалитете Императрис, в штате Мараньян. 
В аэропорту производятся региональные и национальные рейсы. Аэропорт имеет способность принимать самолёты среднего класса, такие, как: Boeing 737, Fokker 100 и Airbus A320.
Управляется компанией Infraero с 3 ноября 1980 года. Спустя год после этой даты, аэропорт был открыт официально.
Структура пассажирского терминала, первоначально построенного комиссией COMARA (Comissão de Aeroportos da Região Amazônica), была изменена и увеличена в 1998 году, получив усовершенствования строительства новых областей взлёта / посадки, помимо расширения лобби и климатизации целого терминала.

## История
Аэропорт расположен на юго-востоке города Императрис. В конце 1930-х годов, в аэропорту производили посадку гидропланы, выполняющие регулярные рейсы, которым управляет Sindicato Condor, который использовал реку Токантинс с 1939 до 1945 года.
С конца второй мировой войны аэропорт находился в области, занятой в настоящее время государственными органами, среди них региональная больница и федеральный университет.
В марте 1955 года в аэропорту начала работать компания Cruzeiro, используя самолёт DC-3. В январе 1968 года бразильская авиакомпания VARIG начала производить рейсы два раза в неделю, также используя самолёт DC-3. 
Исследования, выполненные в конце 1960-х, указали на потребность строительства нового аэропорта с лучшей инфраструктурой и с возможностью принимать современные самолёты. Было выбрано место в 5 км от центра города.
Работы нового аэропорта были выполнены администрацией COMARA (Comissão de Aeroportos da Região Amazônica) и были закончены 25 мая 1973 года.
11 марта 2003 года аэропорту было дано официальное название Аэропорт Ренату Морейра.

## Авиалинии и направления

### Авиалинии
- TAM
- GOL
- Noar (2011 год)

### Назначения
- Бразилиа
- Сан-Луис
- Белен